# Абрамов, Андрей Викторович
Андрей Викторович Абрамов (род. 3 июля 1984 года, Чебоксары, Чувашия, РФ) — российский спортсмен, стрелок из лука. Участник XXXIX летних Олимпийских игр (2008). Бронзовый призер чемпионата мира в помещении в командных соревнованиях (2005). Бронзовый призер чемпионата Европы в помещении в командных соревнованиях (2004). Двукратный бронзовый призер этапов кубка мира в командных соревнованиях (2006, 2008). Бронзовый призер Всемирной летней универсиады в командных соревнованиях (2005).
Серебряный (2009) и бронзовый (2007) призер чемпионата России в личных соревнованиях. Пятикратный бронзовый призер чемпионата России в командных соревнованиях (2008, 2009, 2010, 2011, 2012). Чемпион России в помещении в личных соревнованиях (2006). Чемпион России в помещении в командных соревнованиях (2010).
Мастер спорта России (2002), Мастер спорта России международного класса (2005). Входил в состав сборной команды России с 2003 по 2010 гг.

## Спортивная карьера

### Олимпийские игры 2008 года
На Олимпиаде 2008 года в Пекине Абрамов завершил квалификационный раунд с результатом 660 очков, что позволило ему занять 25-е место в сетке финальных соревнований. В первом раунде он встретился с американским лучником Бутчем Джонсоном. Оба спортсмена завершили основное время с одинаковым результатом — 109 очков. Для определения победителя потребовался дополнительный раунд, где Абрамов набрал 25 очков, но Джонсон оказался точнее с результатом 26 очков и прошел в следующий этап.
Абрамов также участвовал в командных соревнованиях вместе с Баиром Бадёновым и Бальжинимой Цыремпиловым. Суммарный результат команды в квалификации составил 1989 очков (660 очков Абрамова, 658 очков Баденова и 671 очко Цыремпилова), что обеспечило российской сборной четвертое место и прямой выход в четвертьфинал. Однако в четвертьфинале россияне уступили команде Китая со счетом 217–209. Китайская команда впоследствии завоевала бронзовые медали.